# Реково-Сычёвский
Реково-Сычёвский — исчезнувший хутор в Миллеровском районе Ростовской области.

## История
С ноября 1924 года — в составе Туриловского сельсовета.
По данным Всесоюзной переписи населения 1926 года — в Донецком округе Мальчевско-Полненского района Северо-Кавказского края РСФСР.
В 1941 году — в Мальчевском районе Ростовской области.

## Население
По данным Всесоюзной переписи населения 1926 года — население — 30 человек (13 мужчин и 17 женщин); все жители — украинцы

## Инфраструктура
В 1926 году зафиксировано личное подсобное хозяйство (5 дворов).